# استرون سولفات
استرون سولفات (به انگلیسی: Estrone sulfate) با فرمول شیمیایی C۱۸H۲۲O۵S یک استروژن با شناسه پاب‌کم ۳۰۰۱۰۲۸ است. که جرم مولی آن ۳۵۰٫۴۳ g/mol می‌باشد. این ترکیب در داروهایی مانند پریمارین بکار رفته است.